# 831

## Decese
- dată necunoscută: Omurtag al Bulgariei  (n. ?)